# Terra Nova (Bahia)
Pour les articles homonymes, voir Terra Nova.
Terra Nova est une municipalité brésilienne de l'État de Bahia et la Microrégion de Catu.